# Касим Добрача
Касим Добрача (село Враголови, Рогатица, Босна и Херцеговина, Аустроугарска 1910. — Сарајево, СР Босна и Херцеговина, СФР Југославија, 3. новембар 1979) је био један од иницијатора и потписника Сарајевске резолуције усвојене 1941. године.

## Школовање
Завршио је мектеб и основну школу а затим је у Сарајеву школске 1920/1921. године уписао Гази Хусрев-бегову медресу. По завршетку медресе уписује се на Ал-Азхар универзитет у Каиру у Египту на којем студира улуми динију и упоредо арапски језик и књижевност. Дипломирао је 1935. године и вратио се у Сарајево где је годину дана радио као учитељ веронауке у Реалној гимназији у Мостару и средњошколском интернату друштва Гајрет, а затим био постављен за мудериса (учитељ у вишој школо) у Исламској женској верској школи а затим у Гази Хусрев-беговој медреси где је био све до маја 1947. године када је био ухапшен.

## Сарајевска резолуција
Сарајевска резолуција је била резолуција коју је током Другог светског рата у Сарајеву (тада у саставу Независне Државе Хрватске) 14. августа 1941. године на предлог главног одбора усвојила скупштина удружења илмије (муслимански верски службеници) „Ел-Хидаје“. Овом резолуцијом се констатује тешка ситуације у којој су се нашли муслимани Босне и Херцеговине а за коју се наводи да је последица смишљене политике усташа да изазову сукобе православаца и муслимана, јавно се осуђују злочини појединих муслимана над грко-источњацима (православним Србима), костатује обесправљеност муслимана коју спроводе католици и захтева успостављање реда и мира, кажњавање одговорних за злочине и пружање помоћи жртвама.
Иницијатори и идејни творци ове резолуције су били Мехмед ефендија Ханџић (истакнути алим) и Касим ефендија Добрача (председник Ел-Хидаје).

## Одбор народног спаса
Касим ефендија Добрача је био један од првих 48 чланова Одбора народног спаса који је 26. августа 1942. године основан у Сарајеву са циљем да организује наоружавање муслимана. Председник одбора је био Салих Сафвет Башић али је пресудну улогу у доношењу одлука имао Узеир-ага Хаџихасановић који је био познати трговац из Сарајева и бивши сенатор.

## Суђење
Иницијаторе и организаторе потписивања Сарајевске резолуције су нове власти после Другог светског рата прогласиле народним издајницима. Тадашњег председника Ел-Хидаје, Касима ефендију Добрачу је по завршетку Другог светског рата 26. септембра 1947. године кривично веће окружног суда у Сарајеву осудило на 15 година затвора. Поводом побољшања односа Југославије и Египта, неколико муслимана је пуштено из затвора пре истека казне, на условну слободу. Међу њима је био и Касим ефендија Добрача који је после десет година тортуре у зеничкој робијашници, нарушеног здравља, пуштен на условну слободу.

После пуштања из затвора 1956. године је постављен за библиотекара Гази Хусрев-бегове библиотеке. У овој библиотеци је радио све до августа 1979. године када је пензионисан.

## Смрт
Умро је 3. новембра 1979. године, два месеца после објављивања фељтона Парергон, аутора Дервиша Сушића у сарајевском дневном листу Ослобођење, а у којем је Добрача нападан као припадник Исламске заједнице која је овим фељтоном представљена као профашистичка организација која је сарађивала са Хитлером.